# Кандія-Ломелліна
Кандія-Ломелліна (італ. Candia Lomellina) — муніципалітет в Італії, у регіоні Ломбардія,  провінція Павія.
Кандія-Ломелліна розташована на відстані близько 490 км на північний захід від Рима, 60 км на південний захід від Мілана, 45 км на захід від Павії.
Населення — 1572 особи (2014).
Покровитель — San Carlo.

## Демографія
Населення за роками:

Станом на 1 січня 2023 року в муніципалітеті офіційно проживало 209 іноземців з 26 країн, серед них 56 громадян країн Євросоюзу та 4 громадяни України.

## Уродженці
- Карло Рампіні (*1891 — †1968) — відомий у минулому італійський футболіст, нападник.

## Сусідні муніципалітети
- Бреме
- Казале-Монферрато
- Коццо
- Фрассінето-По
- Лангоско
- Мотта-де'-Конті
- Валле-Ломелліна